# Фонсека (затока)
Фонсе́ка — затока Тихого океану біля берегів Сальвадору і Гондурасу. Довжина — 74 км, ширина біля входу 35 км, глибина до 27 м. Основний порт — Ла-Уніон (Сальвадор).